# Pitch
Pitch (eng. "kast", "försök") är en kort presentation av en idé till en potentiell kund, producent eller ett produktionsbolag. Termen används framförallt i mediebranschen.

## I filmbranschen
En pitch är ett vanligt sätt att starta arbetet med ett manus. (Ett annat sätt är att samla ihop pengar och medarbetare själv, men då måste man ändå pitcha för distributörer senare.) Den som gör presentationen är i regel en manusförfattare som tror att idén kan passa för producenten eller produktionsbolaget. Ofta tar hela pitchmötet mindre än en halvtimme. I USA, framförallt i Hollywood, kan mötena vara så korta som ett par minuter. Då gäller det att idén är väldigt kortfattad.
En pitch består ofta av en så kallad logline som sammanfattar hela idén i en mening eller två. Ett exempel på en sådan är den logline Gene Roddenberry använde för att presentera Star Trek: "It's Wagon Train to the stars". (Wagon Train var en västern-serie om en karavan med både cowboys och civila.) Ett annat exempel är "Die Hard på en buss.", för att presentera Speed. För att pitchen ska gå hem behövs en hook, något unikt, som samtidigt är lockande.
Dessutom innehåller en pitch ofta en lite mer omfattande beskrivning av idén: genre, stil, och ett synopsis. Normalt bör en idé vara ganska utvecklad, men inte färdig, när man pitchar, eftersom producenten vill vara med och skapa berättelsen.
Alla filmer, TV-serier och böcker har inte pitchats, och skulle aldrig ha kommit till om de hade pitchats. Det kan bero på att författaren är tillräckligt känd eller skicklig för att få fria händer, eller att manuset skrivits för en särskild skådespelare.
För en mer översiktlig bild av hur hela processen från idé till manus går till, se Filmmanus.

## Inom försäljning
Inom försäljning är en pitch ett förslag som ett företag presenterar för en presumtiv kund eller investerare. Den tid som företaget lägger ner på att förbereda och presentera en pitch är normalt sett inte betald.